# De Blacklist (Ketnet)
De Blacklist is een televisieserie op Ketnet van productiehuis De Mensen waarin presentator Tom Waes samen met kinderen spannende activiteiten en stunts uitvoert.
Er werden in totaal twee seizoenen gemaakt. het eerste seizoen werd uitgezonden in het najaar van 2014.  Vijf jaar later, in het najaar van 2019, kwam er een tweede seizoen. In de zomer van 2020 werden er afleveringen heruitgezonden in primetime op Eén.

## Afleveringen

### Seizoen 1
| Afl. | Uitzenddatum     | Activiteit                                                                 |
| ---- | ---------------- | -------------------------------------------------------------------------- |
| 1    | 3 november 2014  | Rob (10) wil een echt gebouw laten ontploffen - Deel 1                     |
| 2    | 4 november 2014  | Rob (10) wil een echt gebouw laten ontploffen - Deel 2                     |
| 3    | 5 november 2014  | Rob (10) wil een echt gebouw laten ontploffen - Deel 3                     |
| 4    | 6 november 2014  | Rob (10) wil een echt gebouw laten ontploffen - Deel 4                     |
|      |                  |                                                                            |
| 5    | 10 november 2014 | Alexander (12) wil offroaden met een 4x4 - Deel 1                          |
| 6    | 11 november 2014 | Alexander (12) wil offroaden met een 4x4 - Deel 2                          |
| 7    | 12 november 2014 | Alexander (12) wil offroaden met een 4x4 - Deel 3                          |
| 8    | 13 november 2014 | Alexander (12) wil offroaden met een 4x4 - Deel 4                          |
|      |                  |                                                                            |
| 9    | 17 november 2014 | Merijn (9) wil met z’n liefje Maïthé (10) trouwen - Deel 1                 |
| 10   | 18 november 2014 | Merijn (9) wil met z’n liefje Maïthé (10) trouwen - Deel 2                 |
| 11   | 19 november 2014 | Merijn (9) wil met z’n liefje Maïthé (10) trouwen - Deel 3                 |
| 12   | 20 november 2014 | Merijn (9) wil met z’n liefje Maïthé (10) trouwen - Deel 4                 |
|      |                  |                                                                            |
| 13   | 24 november 2014 | Hannah Laure (12) wil een looping maken met een stuntvliegtuig - Deel 1    |
| 14   | 25 november 2014 | Hannah Laure (12) wil een looping maken met een stuntvliegtuig - Deel 2    |
| 15   | 26 november 2014 | Hannah Laure (12) wil een looping maken met een stuntvliegtuig - Deel 3    |
| 16   | 27 november 2014 | Hannah Laure (12) wil een looping maken met een stuntvliegtuig - Deel 4    |
|      |                  |                                                                            |
| 17   | 1 december 2014  | Anton (11) wil graag zijn eigen horrorfilm regisseren - Deel 1             |
| 18   | 2 december 2014  | Anton (11) wil graag zijn eigen horrorfilm regisseren - Deel 2             |
| 19   | 3 december 2014  | Anton (11) wil graag zijn eigen horrorfilm regisseren - Deel 3             |
| 20   | 4 december 2014  | Anton (11) wil graag zijn eigen horrorfilm regisseren - Deel 4             |
|      |                  |                                                                            |
| 21   | 8 december 2014  | Rica (8) en Evi (9) willen een levensgroot peperkoekenhuis bouwen - Deel 1 |
| 22   | 9 december 2014  | Rica (8) en Evi (9) willen een levensgroot peperkoekenhuis bouwen - Deel 2 |
| 23   | 10 december 2014 | Rica (8) en Evi (9) willen een levensgroot peperkoekenhuis bouwen - Deel 3 |
| 24   | 11 december 2014 | Rica (8) en Evi (9) willen een levensgroot peperkoekenhuis bouwen - Deel 4 |

### Seizoen 2
| Afl. | Uitzenddatum      | Activiteit                                                         |
| ---- | ----------------- | ------------------------------------------------------------------ |
| 1    | 16 september 2019 | Oona (12) wil Het Kanaal oversteken met een zeilboot - Deel 1      |
| 2    | 17 september 2019 | Oona (12) wil Het Kanaal oversteken met een zeilboot - Deel 2      |
| 3    | 18 september 2019 | Oona (12) wil Het Kanaal oversteken met een zeilboot - Deel 3      |
| 4    | 19 september 2019 | Oona (12) wil Het Kanaal oversteken met een zeilboot - Deel 4      |
|      |                   |                                                                    |
| 5    | 23 september 2019 | Vikas (9) wil marshall van vliegtuigen worden - Deel 1             |
| 6    | 24 september 2019 | Vikas (9) wil marshall van vliegtuigen worden - Deel 2             |
| 7    | 25 september 2019 | Vikas (9) wil marshall van vliegtuigen worden - Deel 3             |
| 8    | 26 september 2019 | Vikas (9) wil marshall van vliegtuigen worden - Deel 4             |
|      |                   |                                                                    |
| 9    | 30 september 2019 | Victor (11) wil een boomhut bouwen van legoblokken - Deel 1        |
| 10   | 1 oktober 2019    | Victor (11) wil een boomhut bouwen van legoblokken - Deel 2        |
| 11   | 2 oktober 2019    | Victor (11) wil een boomhut bouwen van legoblokken - Deel 3        |
| 12   | 3 oktober 2019    | Victor (11) wil een boomhut bouwen van legoblokken - Deel 4        |
|      |                   |                                                                    |
| 13   | 7 oktober 2019    | Garance (11) wil graag een heel groot gebouw beklimmen - Deel 1    |
| 14   | 8 oktober 2019    | Garance (11) wil graag een heel groot gebouw beklimmen - Deel 2    |
| 15   | 9 oktober 2019    | Garance (11) wil graag een heel groot gebouw beklimmen - Deel 3    |
| 16   | 10 oktober 2019   | Garance (11) wil graag een heel groot gebouw beklimmen - Deel 4    |
|      |                   |                                                                    |
| 17   | 14 oktober 2019   | Noach (9) en Mateo (11) willen een skischans aan hun huis - Deel 1 |
| 18   | 15 oktober 2019   | Noach (9) en Mateo (11) willen een skischans aan hun huis - Deel 2 |
| 19   | 16 oktober 2019   | Noach (9) en Mateo (11) willen een skischans aan hun huis - Deel 3 |
| 20   | 17 oktober 2019   | Noach (9) en Mateo (11) willen een skischans aan hun huis - Deel 4 |
|      |                   |                                                                    |
| 21   | 21 oktober 2019   | Griet (10) wil de hoogste taart van Europa bakken - Deel 1         |
| 22   | 22 oktober 2019   | Griet (10) wil de hoogste taart van Europa bakken - Deel 2         |
| 23   | 23 oktober 2019   | Griet (10) wil de hoogste taart van Europa bakken - Deel 3         |
| 24   | 24 oktober 2019   | Griet (10) wil de hoogste taart van Europa bakken - Deel 4         |

## Webserie
Naar aanleiding van de coronapandemie is er in 2020 op Ketnet.be en in de Ketnet-app de webserie De Blacklist@home te zien, waarin kinderen aan Tom Waes vragen om voor hen iets uit te testen wat ze van hun ouders niet mogen doen.
| Afl. | Activiteit                                                                                       |
| ---- | ------------------------------------------------------------------------------------------------ |
| 1    | Emiel (11) en Isaac (9) uit Kessel-Lo willen weten hoe het voelt om op een cactus te gaan zitten |
| 2    | Linde (10) uit Merchtem wil dat Tom de 'heetste cake ter wereld' maakt en eet                    |
| 3    | Ries (9) uit Mechelen en Rune (7) uit Diest willen weten hoe het is om in een ijsbad te zitten   |
| 4    | Malou (11) uit Eppegem wou graag vanop het dak van haar huis naar de sterren kijken              |
| 5    | Pim (9) uit Hombeek vraagt zich af hoe het is om met een snowboard van de trap te gaan           |

## Prijzen en nominaties
- World Media Festival 2015, categorie Best Travel Children/Youth Special Entertainment (winnaar)[1]
- Prix Jeunesse International 2016, categorie Non-Fictie (nominatie)[2]
- AIB Media Excellence Awards 2015, categorie Children's Factual Program (nominatie)[3]